# Hasle Idrætsforening
Hasle Idrætsforening (eller Hasle IF, HIF) blev grundlagt den 22. marts 1905 i Hasle, Bornholm. Foreningen har sportsgrene som fodbold, håndbold, badminton, bordtennis og flere andre på programmet. 

## Klubhuset
Det klubhus, man i dag ser fra Damløkkevej, er resultatet af de drømme, man havde tilbage i 50'erne. Dengang havde man ikke noget klubhus, og omklædningsfaciliteterne var derfor ikke-eksisterende. I 1971 begyndte man opførelsen af det ”nye klubhus”. Det gamle klubhus, der ligger bag opvisningsbanen, eksisterer stadig og anvendes i dag som børnehave.
Det nye klubhus blev indviet den 2. september 1972. Senere opførtes ”salen” (bordtennis, banko, gymnastik og festlokale). 
Seneste etape var i 2000, da man i anledning af DGI's landsstævnet 2002 udvidede kælderen med mødelokale, kontor og omklædningsrum.  

## Forældreforeningen
Forældreforeningen blev dannet den 15. september 1980. I foreningens formålsparagraffer står der bl.a., at foreningens formål er at passe kioskerne i klubhuset og i hallen m.v.
Det er også foreningen, der har pølsevognen, som ofte kan ses ved festligheder i byen, så som Sildefest og andet.
Forældreforeningen er også kendt som en glad tilskudsgiver til diverse ting, der kan forbedre ungdomsarbejdet eller miljøet i klubben. Der er blandt andet givet tilskud til de to legepladser, de første petanquebaner og beachvolleybanen.

## Sildefest
Hasle Idrætsforening er arrangør af Sildefesten som er en af Bornholms ældste byfester. I 2019 kunne byfesten fejre 60 års jubilæum. Den er den største tilbageværende havnefest, med en masse forskellig underholdning i form af musik, tivolipark, børneoptog, kåring af øens smukkeste "sild" og meget mere.
Overskuddet går til ungdomsarbejdet i foreningen.

## Medlem af
- BBU
- BHF
- BBTU
- BAU
- BSF
- DGI

## Ekstern henvisning
- Hasle IFs officielle hjemmeside
- Fodbold afdelingens hjemmeside Arkiveret 6. juni 2013 hos  Wayback Machine